# Jane Campion
Jane Campion (Wellington, 30 april 1954) is een  Nieuw-Zeelands film- en televisieregisseur.
Campion werd geboren in Wellington. Ze studeerde antropologie en deed later de Australian School of Film and Television. In 1993 won ze de Gouden Palm op het Filmfestival van Cannes voor de film The Piano. Die film werd ook in 1993 genomineerd voor acht Academy Awards en won er uiteindelijk drie, waaronder de prijs voor beste originele screenplay (door haar geschreven), de beste actrice (Holly Hunter) en de beste vrouwelijke bijrol (Anna Paquin).

## Filmografie
- An Exercise in Discipline - Peel (1982)
- Passionless Moments (1983)
- Mishaps of Seduction and Conquest (1984)
- A Girl's Own Story (1984)
- After Hours (1984)
- Two Friends (1986) (televisie)
- Dancing Daze (1986) (televisie)
- Sweetie (1989)
- An Angel at My Table (1990)
- The Piano (1993)
- The Portrait of a Lady (1996)
- Holy Smoke (1999)
- In the Cut (2003)
- Bright Star (2009)
- Top of the Lake (2013-2017) (televisieserie)
- The Power of the Dog (2021)

- Australian Women's Register: AWE5007b
- Bibsys: 90735468
- Biblioteca Nacional de España: XX874290
- Bibliothèque nationale de France: cb13999121d (data)
- Catàleg d'autoritats de noms i títols de Catalunya: 981058517614206706
- CiNii: DA0816263X
- Find NZ Artists: 2508
- Gemeinsame Normdatei: 119288516
- International Standard Name Identifier: 0000 0001 2321 5950
- Library of Congress Control Number: n91094266
- Nationale Bibliotheek van Letland: 000349568
- Bibliotheek van het Japanse parlement: 00464192
- Nationale Bibliotheek van Tsjechië: xx0015488
- Nationale bibliotheek van Australië: 35224798
- Nationale Bibliotheek van Israël: 987007311619005171
- Nationale Bibliotheek van Polen: a0000001127091
- Nederlandse Thesaurus van Auteursnamen: 093776101
- Réseau des bibliothèques de Suisse occidentale: 02-A003072887
- LIBRIS: 303023
- SNAC: w6dz1bn7
- Système universitaire de documentation: 032682670
- Trove: 872347
- Union List of Artist Names: 500464059
- Virtual International Authority File: 113692405
- WorldCat: E39PBJqbj8yTvcR4QpywgPq84q